# Manaria burkeae
Manaria burkeae is een slakkensoort uit de familie van de Buccinidae. De wetenschappelijke naam van de soort is voor het eerst geldig gepubliceerd in 2008 door Emilio Fabián García. Typemateriaal van deze soort werd verzameld in de Florida Keys; de soort werd gevonden van Islamorada tot Dry Tortugas, op 135 tot 400 m diepte. García noemde de soort naar Alice Burke, een schelpenverzamelaarster uit Florida.